# طابق

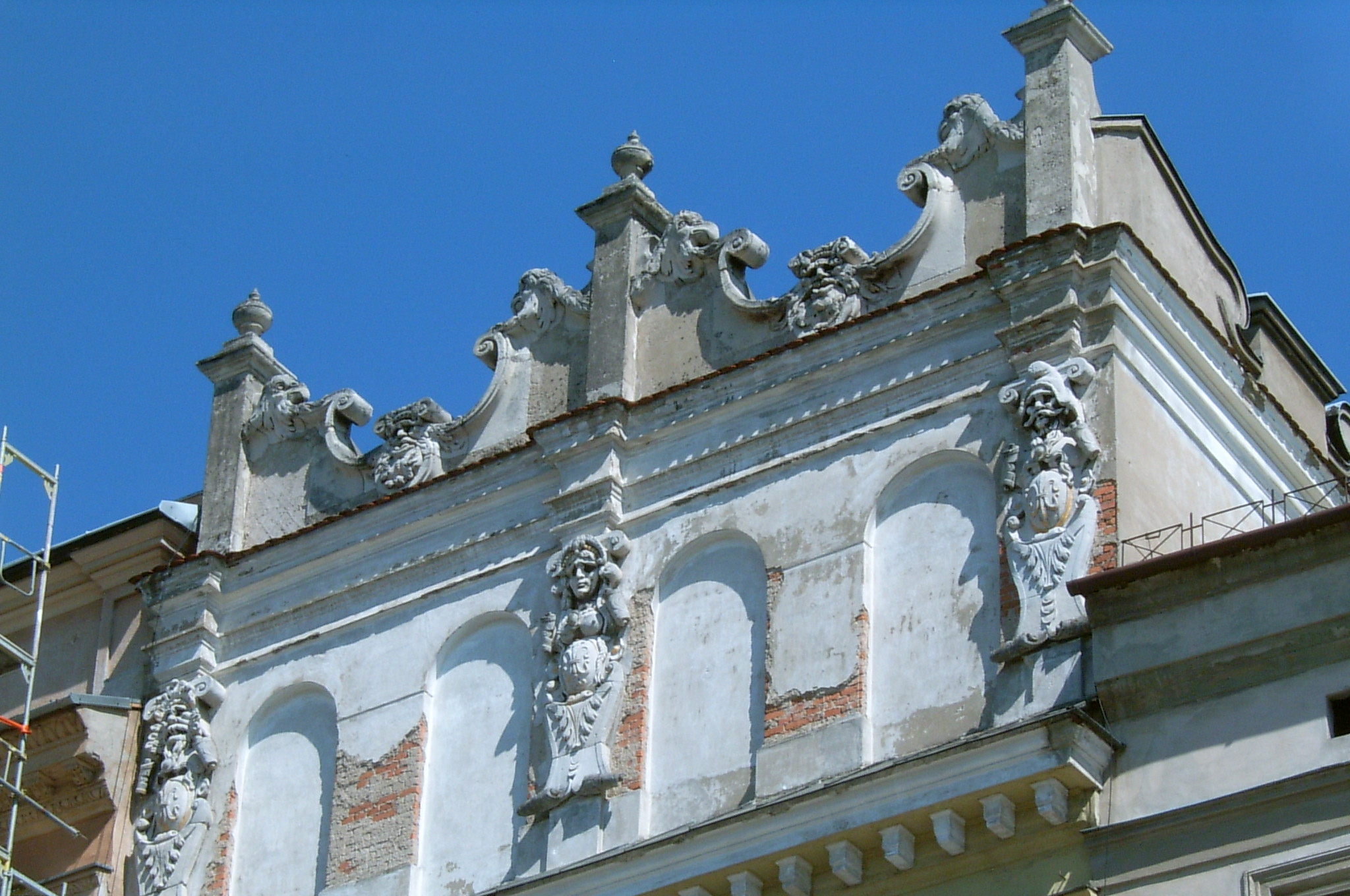
طابق أخير

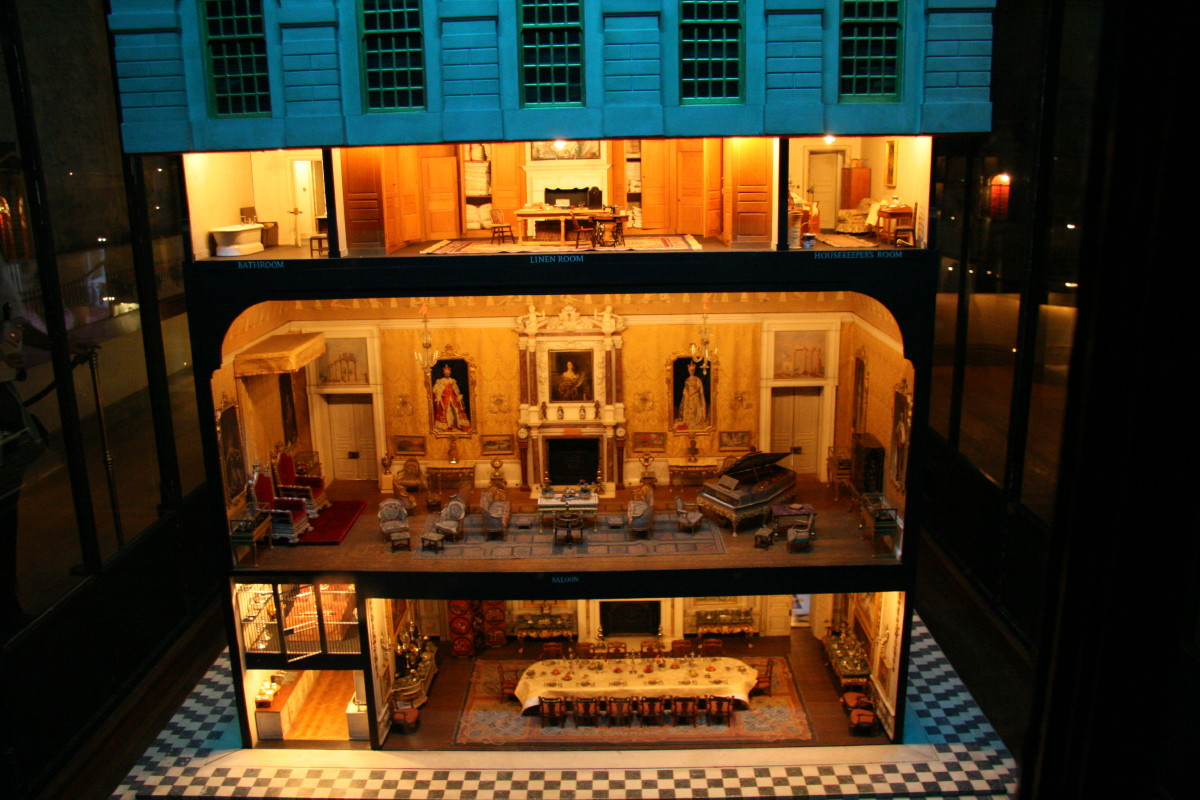
الطوابق الثلاثة المرئية لمنزل دمية ماري من تيك

الطابق (من الفارسية تابه) في الهندسة المعمارية، هو الحد الأدنى للمبنى الذي ينبغي أن يكون قياس 275 سنتيمترا.
عموما، الطابق المبتدئ من مستوى الأرض يسمى طابقا أرضيا. الطوابق التي تاتي فوقة تأخذ بالترتيب أسماء: أول، ثان، ثالث…
بصفة عامة، تتكون المنازل المستقلة من طابقين، في الطابق الأرضي توجد منطقة النهار وفي الأول منطقة الليل.
ثمة منازل تتكون من عدة طوابق على الرغم من أنها ليست مستقلة.
عادة، يمثل الطابق الأخير (Attic) عنصرا من عناصر تتويج البناء في العمارة التقليدية، وكثيرا ما يزين بتماثيل، أو أبراج محصنة كما في مباني روما القديمة، ولا تزال هذه الطريقة تستعمل أسلوبا في العمارة المعاصرة.